# Anton Kutej
Anton Kutej, slovenski duhovnik, * 13. julij 1909, Celovec, † 16. februar 1941, Dachau.

## Življenje
Po maturi je vstopil v celovško semenišče, leta 1937 pa je v Železni Kapli imel novo mašo. Naslednje leto je šel za župnijskega upravitelja v Podgorje, leta 1939 pa za kaplana v Šmihel pri Pliberku. Ko je bil poklican k vojaškemu naboru, kjer je odkrito povedal, da je njegov materni jezik slovenski, so oblasti postale nanj pozorne. Po dobrem letu delovanja so ga za Veliko noč aretirali. Odpeljali so ga v Celovški zapor, nato pa brez sodne obravnave v Dachau. Po nekaj mesecih je bil prestavljen v taborišče v Mauthausnu, kjer je opravljal nevarna in težaška dela v kamnolomu. Po slabih štirih mesecih so ga (kot tudi druge duhovnike) prepeljali nazaj v Dachau. 16. februarja 1941 je od mučenja, stradanja in psihičnega pritiska umrl. 
Pokopali so ga 3. marca v Škocjanu in nihče ni smel vedeti za njegov pogreb. Marca leta 1994 je celovški škof dr. Egon Kapelari v Kutejevo počastitev odkril spominske plošče v Venčni vasi in Šmihelu na Koroškem.